# نيكولا والتر
نيكولا والتر (بالإنجليزية: Nicolas Walter)‏ هو كاتب وصحفي بريطاني، ولد في 22 نوفمبر 1934، وتوفي في 7 مارس 2000.